# 诺克斯堡

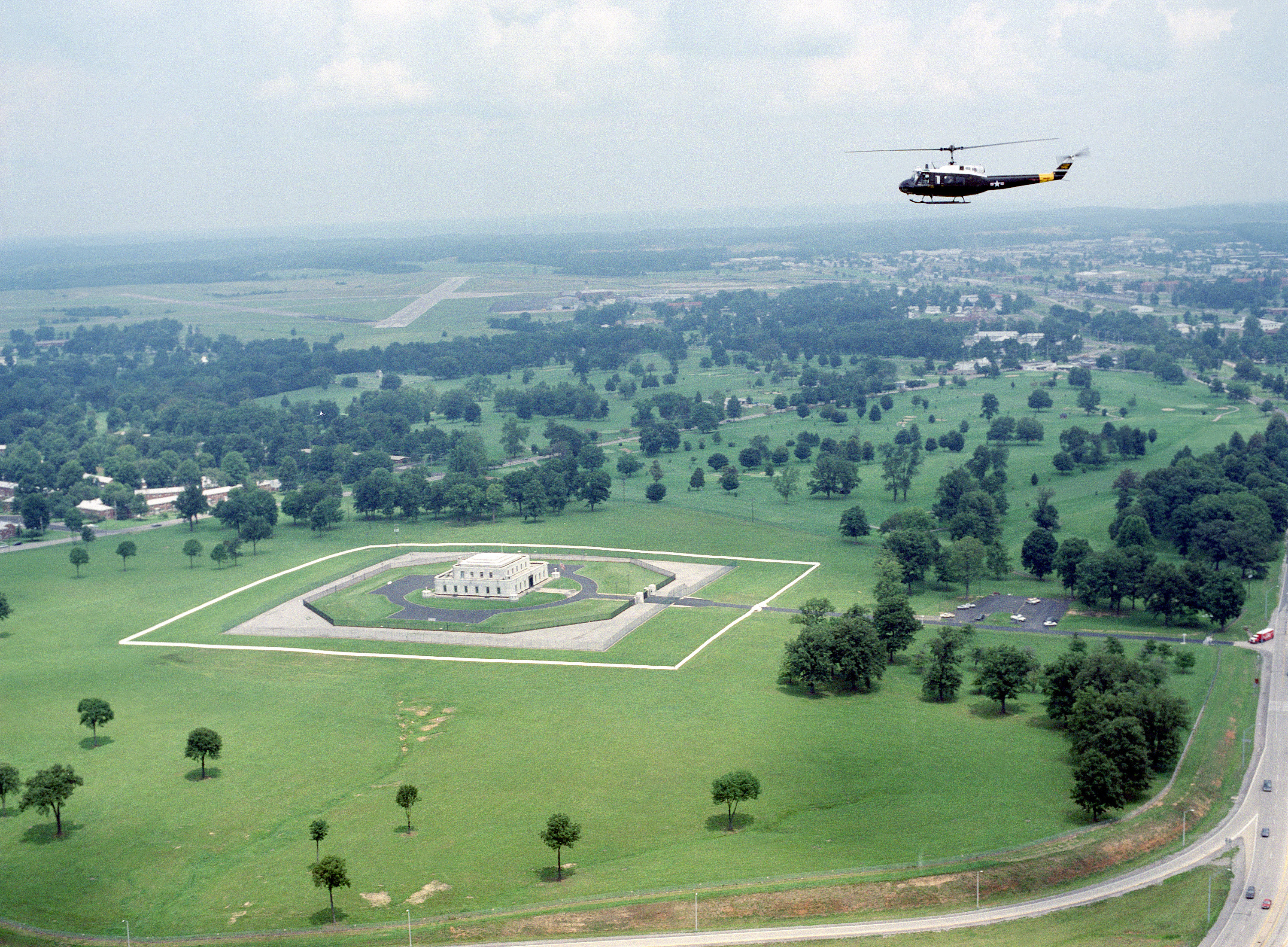
諾克斯堡空拍圖

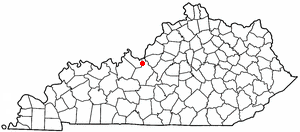
位置圖

诺克斯堡（英語：Fort Knox）是美国陆军的一处基地，位于肯塔基州布利特县、哈丁县和米德县境内，面積約441平方公里。
美国陆军征兵司令部、美国陆军预备军官训练团、乔治·巴顿将军纪念馆和儲放美國國庫黃金的美国金库等机构均位于该地。亦曾為美国陆军装甲中心、美国陆军装甲学校所在地。